# 매화연정
《매화연정》은 2004년 4월 9일에 MBC에서 방영한 베스트극장이다.

## 등장 인물

### 주요 인물
- 조덕현 : 두식 역
- 박준희 : 미자 역
- 김석옥 : 두식의 어머니 역
- 강산 : 대근 역 - 두식의 아들

### 그 외 인물
- 김철기
- 최범호
- 홍민우
- 이원재
- 문용민
- 강상구
- 김형중
- 김정수
- 조현숙
- 박주희
- 이재영
- 김수빈 (아역)